# Pastirci (film)
Pastirci je slovenski dramski film Franceta Štiglica iz leta 1973, posnet po istoimenski povesti Franceta Bevka. V njem so igrali Demeter Bitenc, Andrej Čevka, Marija Hozjan, Tone Kunter, Miha Levstek, Bogo Ropotar, Ksenija Sinur, Nadja Strajnar in Jože Zupan. Na 2. tednu domačega filma v Celju leta  1974 je prejel Stopov zlati prstan za epizodno vlogo, na 21. festivalu jugoslovanskega igranega filma v Pulju leta 1974 pa Zlato areno za glasbo.